# 皮尔韦里耶尔
皮尔韦里耶尔（法語：Pulvérières，法語發音：[pylveʁjɛʁ]）是法国多姆山省的一个市镇，属于里永区。

## 地理
皮尔韦里耶尔（45°53'8"N, 2°54'33"E）面积14.75 平方千米，位于法国奥弗涅-罗讷-阿尔卑斯大区多姆山省，该省份为法国中南部省份，北起阿列省接壤，东临卢瓦尔省，南至上盧瓦爾省和康塔爾省，西接科雷兹省和克勒兹省。
与皮尔韦里耶尔接壤的市镇（或旧市镇、城区）包括：沙普德博福尔、沙博尼耶尔-莱瓦雷讷、芒扎、圣乌尔斯。
皮尔韦里耶尔的时区为UTC+01:00、UTC+02:00（夏令时）。

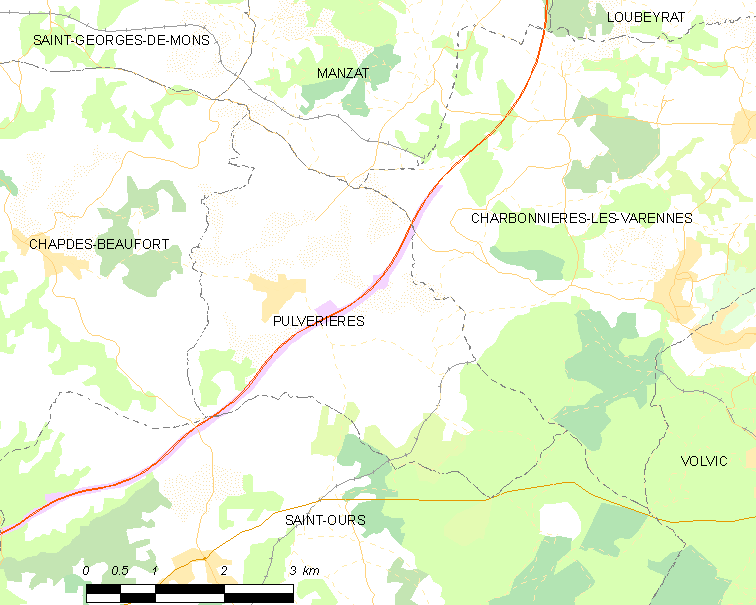
皮尔韦里耶尔的OSM定位图

## 行政
皮尔韦里耶尔的邮政编码为63230，INSEE市镇编码为63290。

## 政治
皮尔韦里耶尔所属的省级选区为圣乌尔斯县。

## 人口

1962-2008年间皮尔韦里耶尔人口变化图示

皮尔韦里耶尔于2022年1月1日时的人口数量为409人。